# Dan zmage v Evropi
Dan zmage v Evropi je dan, ki se ga praznuje v spomin, ko so zavezniki v drugi svetovni vojni uradno sprejeli brezpogojno predajo Nacistične Nemčije 8. maja 1945. Več držav vsako leto praznuje državne praznike, ki se imenujejo tudi Dan zmage nad nacizmom in fašizmom, Dan osvoboditve ali Dan zmage. V Združenem kraljestvu in ZDA dan pogosto v krajšavi imenujejo VE Day, izraz, ki je v pričakovanju zmage nastal že septembra 1944.   
Konec vseh bojnih akcij je uradno nastopil ob 23:01 uri po srednjeevropskem času 8. maja 1945, ko je bil v vzhodni Evropi že 9. maj s časom 00:16, zato več držav nekdanje sovjetske zveze, pa tudi nekatere države nekdanje Jugoslavije, praznujejo dan zmage 9. maja.

## Zgodovina
28. aprila 1945 so italijanski partizani ujeli in usmrtili fašističnega diktatorja Benita Mussolinija. Nacistični diktator Adolf Hitler je 30. aprila 1945 storil samomor zaradi treh razlogov: neizbežnega nemškega poraza; drugič, da se izogne zajetju Rdeče armade in tretjič, da se izogne Mussolinijevi usodi. Po Hitlerjevi smrti je odgovornost za predajo Nacistične Nemčije prevzel nemški general Karl Dönitz. Akt o vojaški predaji je bil prvič podpisan 7. maja ob 2:41 v sedežu SHAEF v Reimsu, nekoliko spremenjeni dokument, ki velja za dokončno nemško listino o predaji, pa je bil podpisan 8. maja 1945 v Berlinu ob 21:20. 
Nemško vrhovno poveljstvo bo nemudoma izdalo ukaz vsem nemškim vojaškim, pomorskim in letalskim enotam ter vsem silam pod nemškim nadzorom, da do 8. maja 1945 do 23:01 ure po srednjeevropskem času prenehajo z aktivnim vojaškim delovanjem ...— Nemška listina o predaji, 2. člen
Po porazu in kapitulaciji Nemčije je po vsem zahodnem svetu izbruhnilo veselje in praznovanje, zlasti v Veliki Britaniji, Severni Ameriki in Franciji. Več kot milijon ljudi se je zbralo na ulicah po vsem Združenem kraljestvu ter praznovalo konec evropskega dela vojne. V Londonu so se množice zbrale na trgu Trafalgar Square in navzgor do Buckinghamske palače, kjer so se kralj George VI, kraljica Elizabeta v spremstvu svojih hčerk in premier Winston Churchill pojavili na balkonu palače pred množico. Churchill je odšel na balkon palače Whitehall, kjer je nagovoril še eno veliko množico:
Bog vas vse blagoslovi. To je tvoja zmaga. V naši dolgi zgodovini še nikoli nismo videli večjega dne od tega. Vsi, moški in ženske, ste dali vse od sebe.— Winston Churchill med govorom ob slavljenju zmage
Na tej točki je Churchill prosil Ernesta Bevina, naj pride ven in zaploska. Bevin pa je rekel: "Ne Winston, to je tvoj dan", in nadaljeval z dirigiranjem v petju skladbe For He's a Jolly Good Fellow. Kasneje so se politični predstavniki uradno udeležili praznovanj.
V Združenih državah Amerike je dogodek naredil veliko veselja, ta dan pa je ameriški predsednik Harry S. Truman dopolnil 61 let. Praznovanja so potekala v številnih ameriških mestih, zlasti na newyorškem Times Square. Predsednik Truman je dan zmage in njene proslave posvetil v spomin na pokojnega ameriškega predsednika Franklina Delana Roosevelta, ki je 12. aprila, manj kot en mesec pred kapitulacijo Nemčije, umrl zaradi možganske krvavitve, zastave po vsej Ameriki pa je pustil viseti na drogu. Pri tem je Truman dejal, da je njegova edina želja ta, da bi Roosevelt to dočakal in da bi bil priča temu dnevu.
Tako Churchill kot tudi Truman sta rahlo ublažila veselje ob dnevu zmage in dejala, da vojna proti Japonski še ni končana. V svoji radijski oddaji je Churchill ob 15:00 8. maja dejal: "Lahko si dovolimo kratko obdobje veselja, saj Japonska ostaja še vedno neporažena." V Ameriki pa je Truman po radiju ob 9:00 dejal: "To je le polovično osvojena zmaga."

## Galerija
- Ognjemet v Moskvi ob praznovanju dneva zmage leta 2005.
- Slovesnost na Place de la République v Strasbourgu v Franciji, leta 2013.
- Koncert na dan zmage v Amsterdamu na Nizozemskem leta 2014.
- Tank T-72 na paradi ob dnevu zmage leta 2015 v Kazahstanu.
- Proslava ob dnevu zmage na Rdečem trgu v Moskvi leta 2015.
- Slovesnost ob spomeniku mati Armenija, Erevan, Armenija (dan zmage leta 2018)
- Okrašena ulica v Wetherbyju, Združeno kraljestvo (2020)
- Slovesnost ob spominu na drugo svetovno vojno, Washington D.C., Združene države Amerike (2020)